# Toespraak over de noodzakelijke vrijheden

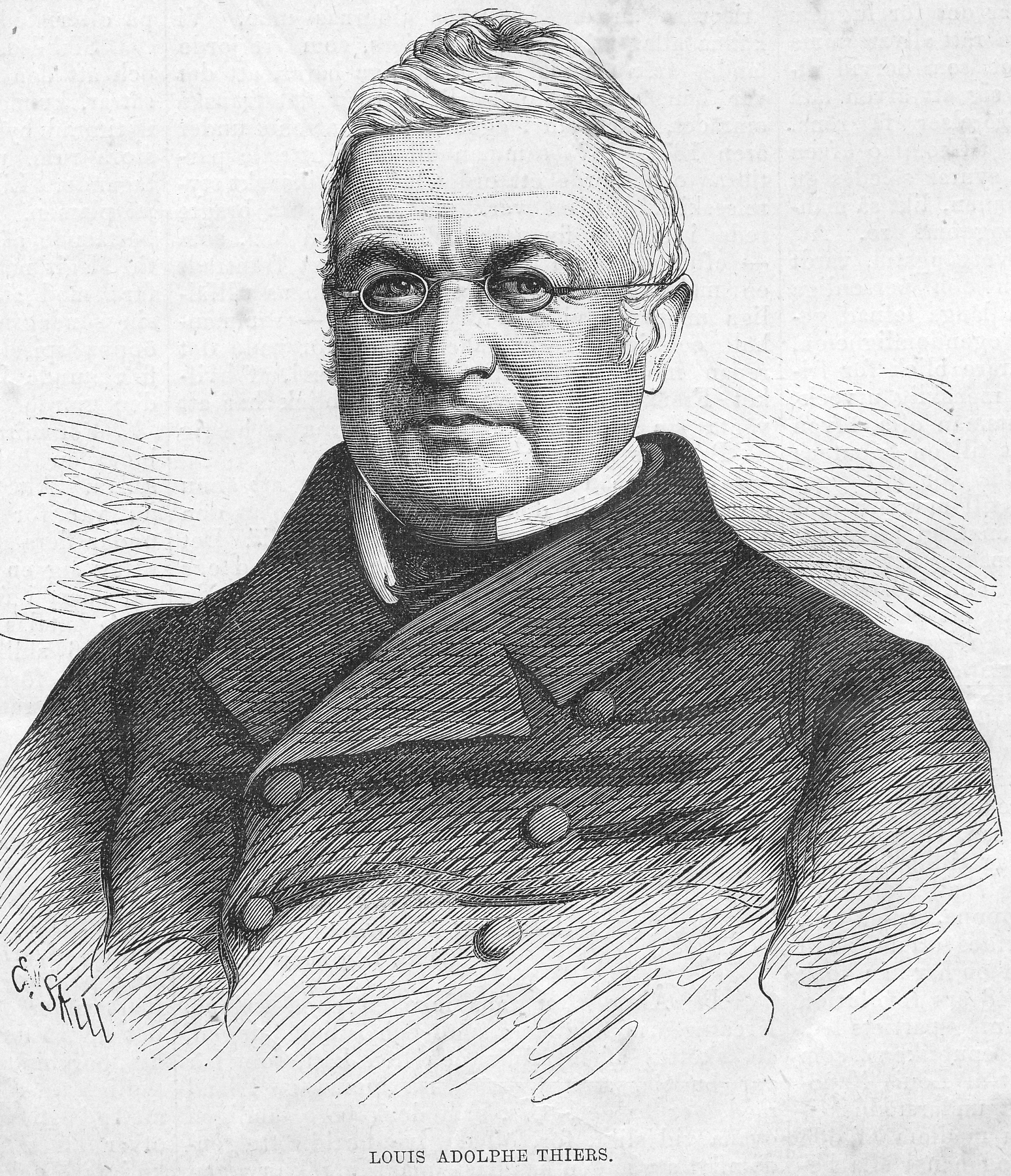
Adolphe Thiers.

De Toespraak over de noodzakelijke vrijheden (Frans: Discours sur les libertés nécessaires) was een redevoering uitgesproken door Adolphe Thiers in het Wetgevend Lichaam op 11 januari 1864.

## Verkiezing van Thiers in het Wetgevend Lichaam
Onder je Julimonarchie van koning Lodewijk Filips I van Frankrijk was Adolphe Thiers meermaals eerste minister van Frankrijk en bekleedde hij ook andere ministerposten. Onder de Tweede Franse Republiek steunde hij aanvankelijk president Lodewijk Napoleon Bonaparte. Tijdens diens presidentschap ijverde Thiers voor het behoud van een morele orde en voor het behoud van de afstand tussen de grote volksmassa en de politiek door middel van volksvertegenwoordiging.
Na de staatsgreep van president Lodewijk Napoleon Bonaparte op 2 december 1851 en de oprichting van het Tweede Franse Keizerrijk trok Thiers zich terug uit de politiek en besteedde hij zijn tijd aan zijn andere beroep, dat van historicus. Bij de parlementsverkiezingen van 1863 stelde Thiers zich evenwel opnieuw kandidaat en hij werd ook opnieuw verkozen in het Wetgevend Lichaam. Daar zou hij uitgroeien tot een van de grootste actoren van de oppositie tegen keizer Napoleon III. Hij richtte de Liberale Unie op, de grootste oppositiepartij in die tijd.

## Toespraak
Op 11 januari 1864 gaf Thiers in het Wetgevend Lichaam zijn beroemde toespraak over de noodzakelijke vrijheden, een toespraak die veel weerklank kreeg. Thiers stelde dat de staatsvorm voor hem van weinig belang was, zolang de waarden van het liberalisme maar de basis van het Tweede Franse Keizerrijk zou gaan uitmaken. Hij beschouwde dat Keizerrijk overigens als een sterk en stabiel regime, hoewel het zes jaar later ten onder zou gaan.
Om de liberale waarden te herstellen, eiste Thiers dat volgende noodzakelijke vrijheden zouden worden heringevoerd:
- de individuele vrijheid, de bescherming van de burgers tegen staatswillekeur en de afschaffing van de controversiële wet op de algemene veiligheid;
- de vrijheid van het delen van ideeën en dus persvrijheid, hoewel Thiers echter vond dat die wel diende te worden gecontroleerd;
- de vrijheid om te stemmen en dus de afschaffing van het systeem van officiële kandidaten en de electorale onderdrukking;
- het interpellatierecht voor het Wetgevend Lichaam ten aanzien van de ministers, alsook de ministeriële verantwoordelijkheid ten aanzien van het Wetgevend Lichaam in plaats van ten aanzien van de keizer;
- en het herstel van een echt parlementair systeem, wat voortvloeit uit de vierde eis.